# Sulayman Farangiyye
Sulaymān Qabalān Bey Farangiyye (in arabo سليمان فرنجية‎?), talvolta traslitterato Frangie, Frangieh, Franjieh, Franjiyeh o Faranjiyye (Zgharta, 15 giugno 1910 – Beirut, 23 luglio 1992) è stato un politico libanese, Presidente della Repubblica del Libano dal 1970 al 1976.
La sua presidenza ha visto l'esplodere della Guerra civile libanese, che è durata dal 1975 al 1990, come pure una protratta occupazione militare israeliana nel Sud-Libano e (sotto l'etichetta delle FAD siriana nel resto del paese, finita quest'ultima solo nel 2005.

## Istruzione e prime esperienze
Sulaymān Farangiyye nacque a Zghortā (in arabo زغرتا‎? in una delle grandi famiglie libanesi: quella dei Farangiyye, di fede cristiana maronita.
Farangiyye studiò nella scuola De La Salle a Tripoli, nella scuola Saint-Joseph di Zghorta e al liceo di Antura (ʿAynṭūra), nel Kesruwān, prima di entrare nella famosa università gesuita di Saint-Joseph a Beirut. Si dedicò in seguito all'attività commerciale dell'import-export.
Farangiyye fu per breve periodo incarcerato nel 1957, quando sembrò implicato nell'assassinio di diversi componenti di un clan rivale. Fuggì in Siria, dove strinse relazioni con Hafiz al-Asad, che divenne più tardi Presidente della Repubblica di Siria. Le imputazioni contro di lui furono presto revocate ma egli non tornò in Libano prima del 1960, per occupare il seggio di rappresentante di Zghorta in Parlamento, succedendo in tal modo a suo fratello Hāmid Bey Farangiyye, costretto ad abbandonare la vita politica nell'ottobre del 1957, dopo essere rimasto vittima di un'emorragia cerebrale.
Farangiyye fu confermato parlamentare nel 1964 e nel 1968. Durante la sua decade in Parlamento, ricoprì diversi posti di responsabilità (ministro delle Poste, Telegrafi e Telefoni, ministro dell'Agricoltura, degli Interni, della Giustizia, dell'Economia e della Funzione Pubblica.

## L'elezione alla Presidenza della Repubblica del 1970
Durante la più segreta e probabilmente la più controversa delle elezioni presidenziali libanesi, l'Assemblea Nazionale elesse Farangiyye alla Presidenza delle Repubblica il 17 agosto 1970. Egli dovette la sua vittoria ai danni di Elias Sarkis al cambiamento di campo che all'ultimo momento volle operare il druso Kamal Jumblatt, i cui deputati votarono per Farangiyye. Proponendosi come candidato di consenso, Farangiyye ottenne il sostegno anche della destra, della sinistra e di tutte le fazioni religiose. Nulla univa realmente i suoi sostenitori, se non l'aspettativa di mantenere inalterato il sistema semi-feudale che concentrava il potere nelle mani dei capi dei clan e famiglie, chiamati Zaʿīm (lett. "leader"): sistema che molti Zaʿīm intuivano essere in fase pre-agonica, a causa delle riforme già intelligentemente operate dai Presidenti Charles Helou e Fu'ad Shehab. Riforme che Sarkis aveva promesso di riprendere e completare. La vittoria di Farangiyye è così giudicata dagli storici come la vittoria dell'immobilismo e dello status quo a fronte del necessario cambiamento. Non mancò neppure il ricorso alla forza, secondo una tradizione non del tutto ignota al sistema libanese: dopo il terzo risultato di ballottaggio (49/49), uomini inviati dal figlio di Farangiyye, Tony Farangiyye, forzarono il Presidente del Parlamento (sciita in base al Patto Nazionale del 1943 e che tradizionalmente si asteneva) a votare in favore di Farangiyye.
La presidenza di Farangiyye si segnala per essere stata una delle più corrotte, anche secondo i libanesi. Egli piazzò uomini del suo clan di Zghorta nell'amministrazione, anche se erano totalmente incompetenti. Quando egli dovette scegliere un Primo ministro, egli pose come condizione che suo figlio avesse un ministero con portafoglio.

## Gli anni della guerra civile
All'inizio della guerra civile, Farangiyye organizzò una sua propria milizia armata, chiamata Brigata Marada, posta sotto il comando del figlio Tony. Partecipò inizialmente al Fronte Libanese, un movimento di destra, ma all'inizio del 1978 s'allontanò da quel movimento a causa della loro tacita intesa con Israele e dei suoi personali legami con la Siria. Nel giugno del 1978 suo figlio Tony fu trucidato assieme alla sua famiglia dai miliziani delle Katāʾeb libanesi. La sua influenza, a causa di ciò, fu da quel momento notevolmente limitata..
Farangiyye restò fedele alleato della Siria. Tentò di fare ritorno sulla scena politica nel 1988, ma l'Assemblea Nazionale, che aveva cercato di eleggerlo nuovamente, non riuscì ad avere il quorum necessario per una valida elezione, a causa del boicottaggio di numerosi parlamentari cristiani, obbligati a ciò dalle milizie delle Forze Libanesi.
Morì il 23 luglio 1992, due anni dopo la fine della guerra civile.

## Vita privata
Figlio d'una potente famiglia maronita di Zghorta, presso Tripoli, Farangiyye era il secondogenito di Qabalan Sulayman Farangiyye, anch'egli deputato al Parlamento, e di Lamia Raffoul. Suo nonno, Qabalan Farangiyye, era stato Governatore del distretto. Farangiyye ebbe cinque figli dalla moglie egiziana, Iris Handaly. 
Dopo che suo fratello Hamid Farangiyye fu costretto ad abbandonare la vita politica per motivi di salute, egli gli succedette alla testa del clan Farangiyye.
Il 13 giugno 1978 il figlio Tony fu ucciso con la sua famiglia dai miliziani "cugini" delle Katāʾeb. Il figlio di Tony, Sulayman Farangiyye Jr è stato ministro degli Interni dal 2004 al 2005 ed è considerato come una delle personalità politiche più vicine e fedeli al regime siriano.